# Бергер, Боуз
Луис Уильям «Боуз» Бергер (англ. Louis William «Boze» Berger; 13 мая 1910 года, Балтимор, Мэриленд — 3 ноября 1992 года, Бетесда, там же) — американский бейсболист, второй и третий бейсмен и шорт-стоп. С 1932 по 1939 годы (с перерывами) выступал в Главной лиге бейсбола за команды «Кливленд Индианс», «Чикаго Уайт Сокс» и «Бостон Ред Сокс».

## Биография
Луис Уильям Бергер родился 13 мая 1910 года в Балтиморе, штат Мэриленд в семье армейского офицера, вырос в Арлингтоне, штат Виргиния. Закончил Техническую старшую школу Маккинли в Вашингтоне, после чего в 1929 году поступил в Мэрилендский университет в Колледж-Парке, где играл в бейсбол, баскетбол и футбол. Особо преуспел в баскетболе, в 1931 году став лидером Южной конференции по количеству очков за матч (19,1), а в 1932 году был включён во всеамериканскую сборную NCAA, став первым подобным игроком «Террапинс». В его честь университет учредил Кубок Бози Бергера, ежегодно присуждаемый выдающемуся спортсмену Мэрилендского университета.
В своём выпускном сезоне, играя на позиции третьего бейсмена, отбивал 36,5 и считался одним из самых искусных полевых среди бейсболистов колледжа того времени. Перед получением диплома бакалавра по экономике к Бергеру с предложением подписать контракт обратились «Детройт Тайгерс» и «Кливленд Индианс», однако последние активно перестраивали состав, что предопределило выбор в пользу «Кливленда». Дебютировал за команду 17 августа в матче против «Филадельфия Атлетикс», получив страйк-аут. Однако до 1935 года выступал в низших лигах: сперва за «Уильямспорт Грэйс» в Лиге Нью-Йорк—Пенсильвания, а затем за «Нью-Орлеан Пеликанс» в Южной ассоциации. Многие тренеры говорили, что Бергер был очень перспективным инфилдером, однако при этом отмечали его проблемы с отбиванием кёрвболов. На весенних тренировках 1934 года он впечатлил главного тренера «Кливленда» Уолтера Джонсона, у которого была неопределённость с игроком второй базы, но тот почувствовал, что Бергеру нужно больше времени в «Пеликанс». В сезоне 1934 отбивал 31,3 и был назван MVP команды, при этом отмечались его сила и точность бросков.
В сезоне 1935 был переведён в основной состав «Индианс» и стал основным вторым бейсменов, отыграв 124 игры с процентом отбивания 25,8, 5 хоум-ранами, 47 RBI и 27 ошибками, что было выше среднего по лиге. Пропустил последние 40 игр сезона из-за травмы руки после сильного броска. Его заменил другой новичок Рой Хьюз, который также стал основным игроком второй базы в следующем сезоне, из-за чего Бергер, несмотря на новый контракт, сыграл всего 28 игр, в которых отбивал 17,3. «Индианс» выставили игрока на вейвер, и перед началом сезона 1937 его подняли «Чикаго Уайт Сокс». Бергер заменил травмированного игрока третьей базы Тони Пита, сыграл 52 игры с процентом отбивания 23,8, в которых набрал 31 хит, 13 RBI и пять хоум-ранов и совершил десять ошибок. В сезоне 1938 был переведён на позицию шорт-стопа ввиду травмы Люка Эпплинга, провёл 118 матчей, отбивая 21,7 и набрав 102 хита, 36 RBI и 36 ошибок. 
21 декабря 1938 года был обменян в «Бостон Ред Сокс» на Эрика Макнейра. Большую часть сезона на скамейке запасных, не выиграв конкуренцию у новичка Джима Табора и появившись на поле в 20 играх, в которых отбивал 30,0. 26 декабря 1939 года «Бруклин Доджерс» выкупили контракт Бергера за 7 500 долларов, однако там он проиграл конкуренцию другому перспективному инфилдеру Пи Ви Ризу. Сезон 1940 провёл в «Монреаль Роялс» из Международной лиги. Перед сезоном 1941 был обменян в «Нью-Йорк Янкис» на Джека Грэма, весь сезон также провёл в майнорах. 
В 1942 году Бергер подписал контракт с «Балтимор Ориолс» из Международной лиги в качестве играющего тренера, но 3 февраля был призван на службу в армию. Служил сначала в армии, затем в ВВС. Во время Второй мировой войны служил в Китае, после наблюдателем генассамблеи ООН. Во время Корейской войны был командиром авиабазы Ивакуни в Японии, затем — авиабазы Боллинг в Вашингтоне. В 1962 году вышел в отставку в звании подполковника, до 1974 года работал директором строительных служб в Мэрилендском университете. Боуз Бергер скончался от сердечного приступа 3 ноября 1992 года в возрасте 82 лет, был похоронен на Арлингтонском национальном кладбище.